# Référendum constitutionnel arménien de 2005
Le référendum constitutionnel arménien de 2005 est un référendum ayant eu lieu le 27 novembre 2005 en Arménie. Il porte sur l'adoption d'une révision de la constitution, lié à l'adhésion de l'Arménie au Conseil de l'Europe. Il a eu une participation de 65,33 et a été approuvé à 94,5 %.